# Tadeusz Romanowicz
Tadeusz Romanowicz (25. října 1843 Lvov – 29. května 1904 Lvov) byl rakouský politik polské národnosti z Haliče, na počátku 20. století poslanec Říšské rady. Účastník lednového povstání roku 1863.

## Biografie
Jeho otec byl advokátem. Tadeusz vystudoval gymnázium ve Lvově. Po maturitě v roce 1861 začal vydávat tajné polské vlastenecké tiskoviny. Byl na čtyři měsíce vězněn. Roku 1862 nastoupil na studia na právnické fakultě Lvovské univerzity. Ze studií ale brzy odešel, protože se připojil polskému protiruskému lednovému povstání v roce 1863. V prosinci 1864 ho rakouské úřady zatkly a byl odsouzen na dva roky vězení v pevnosti Olomouc. Propuštěn byl na všeobecnou amnestii koncem roku 1865. Pak se vrátil do Lvova a neúspěšně se snažil o zpětné přijetí na vysokou školu, ale pak se zapojil do politického a žurnalistického dění. Patřil do skupiny okolo Franciszka Jana Smolky. Publikoval v denním tisku. V roce 1867 založil vlastní časopis Gmina. Roku 1882 pak spoluzakládal v Krakově list Nowa Reforma. V roce 1880 byl za město Lvov zvolen za poslance Haličského zemského sněmu. Od roku 1889 byl též členem zemského výboru. Od roku 1893 zasedal ve lvovské městské radě.
Je autorem několika politických spisů, například O stowarzyszeniach (1867), Środki podniesienia przemysłu w naszym kraju (1873), Wiadomości statystyczne o mieście Lwowie (1874), Sprawa polska i sprawa wschodnia (1876), Polityka stańczyków (1882), Dwie opinie (1891), Stronnictwo krakowskie o styczniowym powstaniu (1891).
Působil i jako poslanec Říšské rady (celostátního parlamentu Předlitavska), kam usedl ve volbách roku 1901 za kurii městskou v Haliči, obvod Lvov. Rezignace byla oznámena na schůzi 18. února 1902. Místo něj pak do parlamentu usedl Stanislaw Głąbinski. Důvodem pro rezignaci na mandát v Říšské radě bylo opětovné zvolení do zemského výboru, na jehož činnost se chtěl soustředit.
V roce 1900 se uvádí jako kandidát polských demokratů (Polskie Stronnictwo Demokratyczne). Zasedal v poslaneckém Polském klubu.
Zemřel v květnu 1904.